# Las Mesas, Petatlán
Las Mesas är en ort i Mexiko.   Den ligger i kommunen Petatlán och delstaten Guerrero, i den södra delen av landet, 290 km sydväst om huvudstaden Mexico City. Las Mesas ligger 651 meter över havet och antalet invånare är 625.
Terrängen runt Las Mesas är kuperad åt sydväst, men åt nordost är den bergig. Runt Las Mesas är det glesbefolkat, med 19 invånare per kvadratkilometer. Las Mesas är det största samhället i trakten. Omgivningarna runt Las Mesas är en mosaik av jordbruksmark och naturlig växtlighet.